# ASCII Corporation
ASCII Corporation (株式会社アスキー?, Kabushiki kaisha Asukī) è stata una casa editrice giapponese con sede a Tokyo. Fondata nel 1977 come ASCII Publishing Corporation da Kazuhiko Nishi per pubblicare la sua rivista ASCII, nel 1991 è stata riorganizzata in ASCII Corporation. Nel 2004 è entrata a far parte del gruppo Kadokawa Group Holdings ed il 1º aprile 2008 è stata fusa con un'altra società del gruppo, MediaWorks, per formare ASCII Media Works.

## Storia

### ASCII dal 1977 al 1990
Lasciati gli studi universitari, Kazuhiko Nishi fondò nel 1977 la ASCII Publishing Corporation per pubblicare ASCII, la prima rivista dedicata all'informatica nata in Giappone.
Nishi, appassionato di computer, decise di volare negli Stati Uniti d'America per incontrare Bill Gates. Gates e Nishi strinsero un accordo per aprire una consociata in Giappone per rappresentare Microsoft: nasceva nel 1979 ASCII Microsoft.
Agli inizi degli anni ottanta il crescente successo economico degli home computer (come il Commodore VIC-20) convinse il fondatore di ASCII a creare un nuovo standard. Nascevano nel 1983 i computer MSX.
Nel 1984 ASCII si inserì nel mercato dei semiconduttori per poi espandersi nel 1985 nei servizi di commercio online sotto il marchio ASCII-NET.
Nel 1986 Microsoft aprì una propria filiale in Giappone, Microsoft Japan, sciogliendo la collaborazione con ASCII. Nonostante in molti non pensassero che ASCII potesse sopravvivere alla dissoluzione di ASCII Microsoft, la società si riprese inserendosi nel florido mercato dei videogiochi per le console Nintendo Entertainment System ed il Sega Mega Drive.
La società divenne ad azionariato diffuso nel 1989 risultando la prima società giapponese produttrice di software ad essere quotata alla borsa valori di Tokyo.

### ASCII negli anni novanta
Riorganizzata come ASCII Corporation, la società continuò negli anni novanta a registrare buoni fatturati, grazie soprattutto al mercato dei videogiochi. Nel 1991 aprì negli Stati Uniti d'America ASCII Entertainment, una filiale per la pubblicazione di titoli sul suolo statunitense che nel 1998 si separerà dalla Casa madre assumendo il nome di Agetec (per ASCII Game Entertainment Technology) e divenendo una società indipendente nel 1999.
Nonostante i fatturati, i debiti accumulati negli anni ottanta continuavano però a pesare sul bilancio di ASCII, costringendo la sua dirigenza ad accettare un'offerta di CSK Corporation per l'acquisto del 45% delle azioni per una cifra di poco inferiore ai 5 miliardi di yen.

### ASCII negli anni 2000
Nel 2001 è stato annunciato che CSK, nell'ottica di concentrare i suoi investimenti nel settore del B2B, avrebbe trasferito le sue azioni di ASCII al fondo comune di investimento Unison. Come parte di una più profonda riorganizzazione, ASCII ha poi ceduto tutte le attività legate alla produzione e commercializzazione di videogiochi in Giappone nel 2002. Nel 2004 ASCII è stata ceduta al gruppo Kadokawa venendo poi fusa con un'altra società del gruppo Kadokawa, MediaWorks, il 1º aprile 2008, per formare ASCII Media Works.